# نووسرگیفکا (شهرستان سریشفسکی، استان آمور)
نووسرگیفکا (به لاتین: Novosergeyevka) یک منطقهٔ مسکونی در روسیه است که در استان آمور واقع شده‌است.